# Juan I de Trebisonda
Juan I Axuchos (en griego: Ιωάννης Ἀξούχος,  Iōannēs Axouchos) fue emperador de Trebisonda desde 1235 hasta 1238.

## Antecedentes
Era el hijo mayor de Alejo I de Trebisonda y una mujer que las fuentes primarias no identifican; algunos escritores la han llamado Teodora Axuchina. William Miller sugiere que quizás era menor de edad en el momento de la muerte de su padre en 1222, ya que a su padre le sucedió el trono su yerno, Andrónico I Gidos. Durante el sitio de Sinope, una de las fuentes afirma que Alejo tuvo «hijos crecidos en Trebisonda que eran capaces de gobernar», por lo que está claro que Juan nació antes de 1214.

## Reinado y muerte
Poco se registra sobre el reinado de Juan, excepto que murió mientras jugaba tzykanion, una variante del polo de moda entre la nobleza bizantina, cuando se cayó de su caballo y fue pisoteado hasta la muerte. Su heredero aparente fue un tal Juanicio, quien fue confinado a un monasterio y el segundo hermano de Juan, Manuel I, ascendió al trono. Desde Fallmerayer, la mayoría de los historiadores han asumido que Juanicio era hijo de Juan Axuchos, pero la Crónica de Panaretos no establece cómo estaba relacionado Juanicio con Juan Axuchos. Rustam Shukurov ha argumentado que Juanicio era hermano de Juan y Manuel.
Las autoridades más antiguas atribuyeron a Juan Axuchos la emisión de las primeras monedas de plata, o asprones del Imperio de Trebisonda, pero las autoridades más recientes creen que estas monedas encajan mejor con los asprones acuñados durante el reinado Juan II Gran Comneno por motivos numismáticos.